# 万福寺 (八王子市)
万福寺（まんぷくじ）は、東京都八王子市にある真言宗智山派の寺院。

## 歴史
天福年間（1233年 - 1234年）、清海によって開山された。清海は諏訪社諏訪大社大祝兼北条氏得宗被官諏訪盛重の子であり、鎌倉幕府の伝手を頼りに当地に至り、草庵を結んだ。これが当寺の起源である。
その後室町時代前期に恵鑁が再興したと伝えられる。江戸時代は幕府より寺領3石を賜っている。
明治時代になり一時無住（住職不在）となるなど衰微したが、1913年（大正2年）に南清孝泉が再再興した。
現在、当寺の本尊は大日如来であるが、かつての本尊は阿弥陀如来とも薬師如来とも伝えられている。その両如来像は行方不明になっている。

## 交通アクセス
- 山田駅より徒歩9分。